# فرودگاه منطقه‌ای پنتیکتون
 فرودگاه منطقه‌ای پنتیکتون (به انگلیسی: Penticton Regional Airport) (به زبان بومی: Penticton Airport) یک فرودگاه همگانی باربری با کد یاتا YYF است که یک باند فرود آسفالت دارد و طول باند آن ۱۸۲۹ متر است. این فرودگاه در کشور کانادا قرار دارد و در ارتفاع ۳۴۴ متری از سطح دریا واقع شده است.